# YUSCII
YUSCII је неформални назив за неколико ЈУС стандарда за 7-битно кодирање знакова . То укључује:
- JUS I.B1.002 (ISO-IR-141, ISO 646-YU), који кодира Гајеву латиницу, која се користи за српскохрватски и словеначки језик[2]
- JUS I.B1.003 (ISO-IR-146), који кодира српско ћирилично писмо,[3] и
- JUS I.B1.004 (ISO-IR-147)), који кодира македонско ћирилично писмо.[4]

Кодирања су заснована на стандарду ISO 646, 7- битном латиничном стандарду за кодирање знакова, и коришћена су у Југославији пре широке употребе каснијих стандарда CP 852, ISO-8859-2/8859-5, Windows-1250/1251 и Unicode. Име је добио по ASCII-у, при чему је прва реч "америчка" замењена са "југословенски": "југословенски стандардни код за размену информација". Специфични стандарди се понекад називају и локалним именом: SLOSCII, CROSCII или SRPSCII за JUS I.B1.002, SRPSCII за JUS I.B1.003, MAKSCII за JUS I.B1.004.
JUS I.B1.002 је национална варијанта ISO 646, односно једнака основном ASCII са ређе коришћеним симболима замењеним специфичним словима Гајеве абецеде. Ћирилични стандарди даље замењују слова латинице одговарајућим словима ћирилице. Љ (lj), Њ (nj), Џ (dž) и ѕ (dz) одговарају латиничним диграфима, а пресликани су преко латиничних слова која се не користе у српском или македонском језику (q, w, x, y).
YUSCII је првобитно развијен за телепринтере, али се проширио и за употребу рачунара. Ово се нашироко сматрало лошом идејом међу програмерима софтвера којима је био потребан оригинални ASCII као што су {, [, }, ], ^, ~, |, \ у свом изворном коду (проблем који се делимично решава триграфовима у C). С друге стране, предност YUSCII-а је у томе што остаје релативно читљив чак и када подршка за њега није доступна, слично руском KOI-7. Бројни покушаји да се то замени нечим бољим су пропали због ограничене подршке. На крају, Microsoft-ово увођење кодних страница, појављивање Unicode-а и доступност фонтова коначно су довели до сигурног (али ипак спорог) краја YUSCII.

## Изглед кодне странице
Кодне тачке су остале углавном исте као у ASCII-у да би се одржала максимална компатибилност. Следећа табела приказује доделу кодова знакова у YUSCII. Приказани су и латинични и ћирилични глифови:
|    | 0   | 1   | 2   | 3   | 4   | 5   | 6   | 7   | 8   | 9   | A   | B   | C     | D     | E   | F   |
| 0x | NUL | SOH | STX | ETX | EOT | ENQ | ACK | BEL | BS  | HT  | LF  | VT  | FF    | CR    | SO  | SI  |
| 1x | DLE | DC1 | DC2 | DC3 | DC4 | NAK | SYN | ETB | CAN | EM  | SUB | ESC | FS    | GS    | RS  | US  |
| 2x | SP  | !   | "   | #   | $   | %   | &   | '   | (   | )   | *   | +   | ,     | -     | .   | /   |
| 3x | 0   | 1   | 2   | 3   | 4   | 5   | 6   | 7   | 8   | 9   | :   | ;   | <     | =     | >   | ?   |
| 4x | Ž/Ж | A/А | B/Б | C/Ц | D/Д | E/Е | F/Ф | G/Г | H/Х | I/И | J/Ј | K/К | L/Л   | M/М   | N/Н | O/О |
| 5x | P/П | Q/Љ | R/Р | S/С | T/Т | U/У | V/В | W/Њ | X/Џ | Y/Ѕ | Z/З | Š/Ш | Đ/Ђ/Ѓ | Ć/Ћ/Ќ | Č/Ч | _   |
| 6x | ž/ж | a/а | b/б | c/ц | d/д | e/е | f/ф | g/г | h/х | i/и | j/ј | k/к | l/л   | m/м   | n/н | o/о |
| 7x | p/п | q/љ | r/р | s/с | t/т | u/у | v/в | w/њ | x/џ | y/ѕ | z/з | š/ш | đ/ђ/ѓ | ć/ћ/ќ | č/ч | DEL |

## Светски систем телетекста
YUSCII не треба мешати са G0 латиничним скупом за српски, хрватски и словеначки језик, или G0 ћириличним скупом за српски, који дефинише World System Teletext. Као и YUSCII, и ове су засноване на ASCII-у и где је могуће хомологне су једна са другом за српска слова. Међутим, они доносе различите одлуке и самим тим нису компатибилни са YUSCII. Македонским словима Ќ и Ѓ такође се додељују јединствени положаји, а не исти као њихови српски еквиваленти, док мала слова Џ и македонско З нису подржани. WST G0 сетови су детаљно описани у наставку за референцу.
|    | 0   | 1   | 2   | 3   | 4   | 5   | 6   | 7   | 8   | 9   | A   | B   | C   | D   | E   | F   |
| 0x | NUL | SOH | STX | ETX | EOT | ENQ | ACK | BEL | BS  | HT  | LF  | VT  | FF  | CR  | SO  | SI  |
| 1x | DLE | DC1 | DC2 | DC3 | DC4 | NAK | SYN | ETB | CAN | EM  | SUB | ESC | FS  | GS  | RS  | US  |
| 2x | SP  | !   | "   | #   | Ë/$ | %   | &   | '   | (   | )   | *   | +   | ,   | -   | .   | /   |
| 3x | 0   | 1   | 2   | 3   | 4   | 5   | 6   | 7   | 8   | 9   | :   | ;   | <   | =   | >   | ?   |
| 4x | Č/Ч | A/А | B/Б | C/Ц | D/Д | E/Е | F/Ф | G/Г | H/Х | I/И | J/Ј | K/К | L/Л | M/М | N/Н | O/О |
| 5x | P/П | Q/Ќ | R/Р | S/С | T/Т | U/У | V/В | W/Ѓ | X/Љ | Y/Њ | Z/З | Ć/Ћ | Ž/Ж | Đ/Ђ | Š/Ш | ë/Џ |
| 6x | č/ч | a/а | b/б | c/ц | d/д | e/е | f/ф | g/г | h/х | i/и | j/ј | k/к | l/л | m/м | n/н | o/о |
| 7x | p/п | q/ќ | r/р | s/с | t/т | u/у | v/в | w/ѓ | x/љ | y/њ | z/з | ć/ћ | ž/ж | đ/ђ | š/ш | ■   |